# Johann Gottfried Schicht

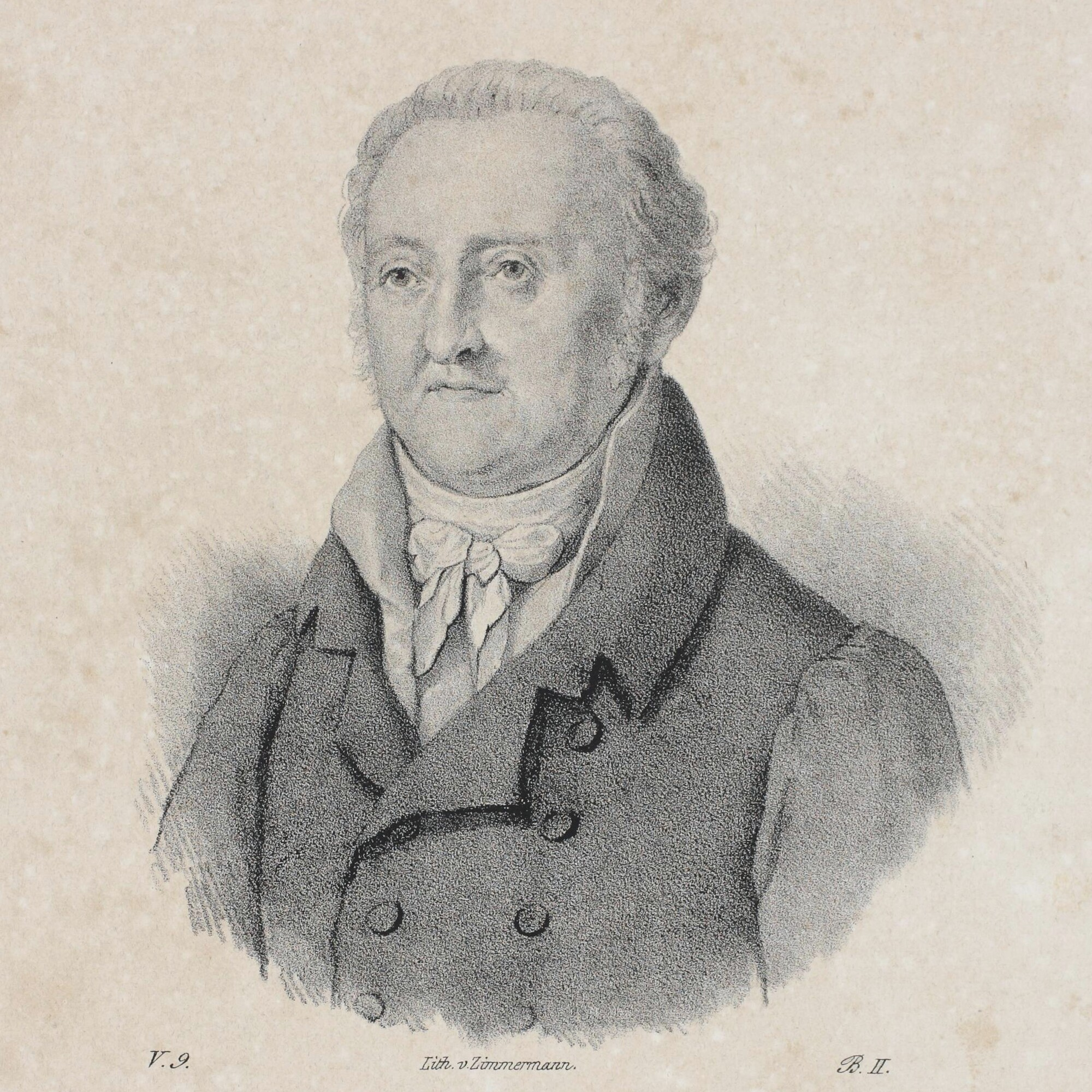
Johann Gottfried Schicht

Johann Gottfried Schicht (Reichenau (Sachsen), 29 september 1753 – Leipzig, 16 februari 1823) was een Duitse componist, dirigent van het Gewandhausorchester en cantor van de Thomaskirche, beide in Leipzig.

## Leven
Schicht studeerde vanaf 1776 rechtsgeleerdheid te Leipzig. Hij werkte als begeleidend violist in de concerten die Johann Adam Hiller ingesteld had (Großes Concert). Later speelde hij ook in het Gewandhausorchester, waarvan hij in 1785 dirigent werd. Schicht was bovendien muziekdirecteur van de Neukirche en stichtte in 1802 de Leipziger Singakademie. De functie van dirigent van het Gewandhausorchester behield hij tot 1810. Daarna was hij Thomascantor tot zijn dood in 1823. Componist Carl Gottlieb Hering was een van zijn leerlingen, evenals Heinrich Marschner in diens jongste jaren.
In 1786 trouwde hij met Constanza Alessandra Oktavia Valdesturia, die drie jaar later al overleed. Henriette Wilhelmine was het enige kind (van de vier) uit het huwelijk dat niet jong stierf.

## Werk
Als zijn belangrijkste werk geldt het grote koraalboek uit 1819. Daarnaast schreef hij missen, motetten, cantates, een muzikale zetting van Psalm 200 en vier Te Deums. Hij componeerde ook instrumentale werken: een pianoconcert, een sonate en een capriccio.